# Weikendorf und Asparn an der Donau
Die Herrschaft Weikendorf und Asparn an der Donau war eine Grundherrschaft im Viertel unter dem Manhartsberg im Erzherzogtum Österreich unter der Enns, dem heutigen Niederösterreich.

## Ausdehnung
Die Herrschaft umfasste zuletzt die Ortsobrigkeit über Weikendorf und Asparn an der Donau. Der Sitz der Verwaltung befand sich im Pfarrschloss Weikendorf.

## Geschichte
Der letzte Inhaber der Stiftsherrschaft war Wilhelm Eder in seiner Funktion als Abt von Stift Melk, bevor mit den Reformen 1848/1849 die Herrschaft aufgelöst wurde.